# 新釈四谷怪談
『新釈四谷怪談』（しんしゃくよつやかいだん）は、1949年に日本で公開された映画。

## スタッフ
- 監督：木下惠介
- 原作：鶴屋南北「東海道四谷怪談」
- 脚本：久板栄二郎、新藤兼人
- 製作：小倉浩一郎
- 撮影：楠田浩之
- 音楽：木下忠司

## キャスト
- 民谷伊右衛門：上原謙
- 伊右衛門の妻・お岩／お岩の妹・お袖：田中絹代
- 直助権兵衛：滝沢修
- 小仏小平：佐田啓二
- 一文字屋喜兵衛：三津田健
- 喜兵衛の娘・お梅：山根寿子
- お梅の乳母・お槇：杉村春子
- お袖の夫・与茂七：宇野重吉
- 按摩宅悦：玉島愛造
- 小平の母・お倉：飯田蝶子
- 目明し辰五郎：山路義人
- 新吉：加東大介
- 囚人：加藤貫一
- 深川寮女中：林喜美江
- 深川寮下男：宮島安芸男
- 水茶屋の女：大川温子
- 賭場の男：大東専太郎

| スタブアイコン | サブスタブ | この項目は、まだ閲覧者の調べものの参照としては役立たない、映画に関連した書きかけの項目です。この項目を加筆・訂正などしてくださる協力者を求めています（P:映画/PJ:映画）。 |